# Hohes Kurdisches Komitee

Logo der Organisation

Das Hohe Kurdische Komitee (kurdisch Desteya Bilind a Kurd, Kürzel DBK; arabisch الهيئة الكردية العليا) war bis 2015 ein Verwaltungsorgan und Oppositionsbündnis von Kurden in Syrien mit Sitz in Kobanê (Ain al-Arab). Sein aktueller Nachfolger ist die Bewegung für eine Demokratische Gesellschaft. Die höchste Instanz des DBK bestand aus zehn Mitgliedern, jeweils fünf Mitglieder wurden durch die Partei der Demokratischen Union sowie durch den Kurdischen Nationalrat gestellt. Die Gründung während des syrischen Bürgerkrieges ging auf eine Einigung in Erbil (Hauptstadt der Autonomen Region Kurdistan) am 11. Juli 2012 unter der Schirmherrschaft des nordirakischen Kurdenpräsidenten Masud Barzanis zurück. Der Entstehung eines solchen Komitees gingen innerkurdische Spannungen voraus und die damit verbundene Absicht, die kurdischen Opposition in Syrien zu einigen.
Ein weiterer Vertragszusatz wurde im November 2012 erneut in Erbil verhandelt, dieser sah unter anderem die Etablierung einer gemeinsamen kurdischen Militärführung vor. Vorausgegangen war ein Angriff al-Qaida-naher Rebellengruppen wie der al-Nusra-Front auf die kurdische Grenzstadt Raʾs al-ʿAin sowie Unstimmigkeiten zum Verbleib Tausender im Nordirak militärisch ausgebildeter Kurden aus Syrien. Trotz der Pläne zur Schaffung einer gemeinsamen Militärführung, wurden bis Februar 2013 noch keine konkreten Schritte zur Realisierung unternommen. Offizieller militärischer Arm des DBK waren die Volksverteidigungseinheiten und die Frauenverteidigungseinheiten. 
Das DBK entschied im Dezember 2012 der Nationalkoalition syrischer Revolutions- und Oppositionskräfte beizutreten, falls diese die kurdischen Forderungen für einen Beitritt akzeptiere. Die Forderungen beinhalten unter anderem, dass die Kurden 15 % der Sitze erhalten, den Vizepräsidenten der Nationalkoalition stellen und zukünftig der amtliche Name „Arabische Republik Syrien“ in „Republik Syrien“ abgeändert werde.

## Mitglieder
| Name                    | Vertretung                      | Rolle    |
| ----------------------- | ------------------------------- | -------- |
| Ahmed Suleiman          | Kurdischer Nationalrat          | Sprecher |
| Salih Muslim            | Partei der Demokratischen Union |          |
| Aldar Khalil            | Partei der Demokratischen Union |          |
| Ismail Hame             | Kurdischer Nationalrat          |          |
| Sinem Muhammad          | Partei der Demokratischen Union |          |
| Ilham Ahmed             | Partei der Demokratischen Union |          |
| Nasir Alltin Ibrahim    | Kurdischer Nationalrat          |          |
| Muhiyealltin Sheikh Eli | Kurdischer Nationalrat          |          |
| Saaud Mele              | Kurdischer Nationalrat          |          |
| Ebdilselam Ehmed        | Partei der Demokratischen Union |          |